# Demotivateur
Demotivateur est un média français d'infodivertissement. La publicité représente l'intégralité des revenus de la société, son modèle économique est basé sur le marketing de contenu et le native advertising.
Demotivateur fait partie des sites francophones diffusant des contenus d'infodivertissement tels que Koreus, Topito, BuzzFeed, Melty ou encore Vertical Station,,.

## Historique
La plateforme est créée en 2010 par Ari Cohen ainsi que Michal et Pawel Sikora, qui se sont rencontrés pendant leurs études à l'IESA et à EPITECH.
En 2015, le site compte 15 salariés et prévoit un bénéfice de 3 millions d'euros.

## Fonctionnement
L'entreprise utilise l'outil ViralCurator, ce dernier identifie les sujets les plus partagés sur les réseaux sociaux, l'équipe sélectionne ensuite des articles sur les sujets les plus susceptibles de plaire aux visiteurs du site. Les nouvelles sont alors retravaillées pour faire ressortir un aspect insolite ou positif.

## Audience
Le site Internet comptabilise environ 35 000 000 visites et plus de 70 millions de contenus consultés par mois[Quand ?]. Selon les données Google Analytics et Facebook, près de  60 % des visiteurs quotidiens ont entre 18 et 35 ans. En 2015, c'est le principal site du créneau de l'infodivertissement en France.

## Critiques
Sur les réseaux sociaux, notamment Twitter, le site est pointé du doigt pour son manque de respect de la propriété intellectuelle. L'objectif annoncé est de vendre une audience à des annonceurs de publicité. Ainsi, ils ne créent pas par eux-mêmes de contenu, mais le recyclent. En 2016, L'Obs et Rue89 publient une enquête commune qui donne une analyse critique du fonctionnement de la plateforme, qui produit « un contenu provocateur pour une opinion facile » et « s'acoquine avec des marques ».